# Jorge Enrique Malpica Bejarano
Jorge Enrique Malpica Bejarano (ur. 2 sierpnia 1967 w Gachetá) – kolumbijski duchowny rzymskokatolicki, biskup Granady w Kolumbii od 2025 

## Życiorys
Święcenia kapłańskie przyjął 8 grudnia 1993 i został inkardynowany do diecezji Zipaquirá. 
31 maja 2025 papież Leon XIV mianował go biskupem Granady. Sakry udzielił mu 2 sierpnia 2025 w katedrze Trójcy Świętej w Zipaquirá emerytowany metropolita Cartagena de Indias, kardynał Jorge Enrique Jiménez Carvajal. 